# Scopula amazonata
Scopula amazonata är en fjärilsart som beskrevs av Achille Guenée 1858. Scopula amazonata ingår i släktet Scopula och familjen mätare. Inga underarter finns listade.